# Ceuthomantis aracamuni
Ceuthomantis aracamuni is een kikker uit de familie Ceuthomantidae en werd voor het eerst wetenschappelijk beschreven door Barrio-Amorós & Molina in 2006. De soort komt voor in Venezuela in de provincie Bolívar op een hoogte van 1493 meter boven het zeeniveau. De reden waarom Ceuthomantis aracamuni wordt bedreigd is niet gekend.